# Cenemus silhouette
Cenemus silhouette е вид паяк от семейство Pholcidae. Видът е застрашен от изчезване.

## Разпространение и местообитание
Разпространен е в Сейшели.
Обитава гористи местности и долини.